# Cuba en los Juegos Olímpicos de Barcelona 1992
Cuba estuvo representada en los Juegos Olímpicos de Barcelona 1992 por un total de 176 deportistas, 126 hombres y 50 mujeres, que compitieron en 16 deportes.
El portador de la bandera en la ceremonia de apertura fue el luchador Héctor Milián.

## Medallistas
El equipo olímpico cubano obtuvo las siguientes medallas:
| Nombre                                                                         | Deporte            | Competición        |
| ------------------------------------------------------------------------------ | ------------------ | ------------------ |
| Oro                                                                            |                    |                    |
| Maritza Martén                                                                 | Atletismo          | Disco F            |
| Javier Sotomayor                                                               | Atletismo          | Salto de altura M  |
| Equipo                                                                         | Béisbol            | Torneo M           |
| Rogelio Marcelo                                                                | Boxeo              | 48 kg M            |
| Joel Casamayor                                                                 | Boxeo              | 54 kg M            |
| Héctor Vinent                                                                  | Boxeo              | 63,5 kg M          |
| Juan Carlos Lemus                                                              | Boxeo              | 71 kg M            |
| Ariel Hernández                                                                | Boxeo              | 75 kg M            |
| Félix Savón                                                                    | Boxeo              | 91 kg M            |
| Roberto Balado                                                                 | Boxeo              | +91 kg M           |
| Héctor Milián                                                                  | Lucha grecorromana | 100 kg M           |
| Alejandro Puerto                                                               | Lucha libre        | 57 kg M            |
| Equipo                                                                         | Voleibol           | Torneo F           |
| Odalys Revé                                                                    | Judo               | –66 kg F           |
| Plata                                                                          |                    |                    |
| Lázaro Martínez Héctor Herrera Norberto Téllez Roberto Hernández               | Atletismo          | 4 × 400 m M        |
| Raúl González                                                                  | Boxeo              | 51 kg M            |
| Juan Hernández Sierra                                                          | Boxeo              | 67 kg M            |
| Elvis Gregory Guillermo Betancourt Óscar García Tulio Díaz Hermenegildo García | Esgrima            | Florete por eqs. M |
| Pablo Lara                                                                     | Halterofilia       | 75 kg M            |
| Estela Rodríguez                                                               | Judo               | +72 kg F           |
| Bronce                                                                         |                    |                    |
| Ana Fidelia Quirós                                                             | Atletismo          | 800 m F            |
| Ioamnet Quintero                                                               | Atletismo          | Salto de altura F  |
| Andrés Simón Joel Lamela Joel Isasi Jorge Luis Aguilera                        | Atletismo          | 4 × 100 m M        |
| Roberto Moya                                                                   | Atletismo          | Disco M            |
| Elvis Gregory                                                                  | Esgrima            | Florete ind. M     |
| Wilber Sánchez                                                                 | Lucha grecorromana | 48 kg M            |
| Juan Luis Marén                                                                | Lucha grecorromana | 62 kg M            |
| Lázaro Reinoso                                                                 | Lucha libre        | 62 kg M            |
| Amarilis Savón                                                                 | Judo               | –48 kg F           |
| Driulis González                                                               | Judo               | –56 kg F           |
| Israel Hernández                                                               | Judo               | –65 kg M           |